# Douk-douk

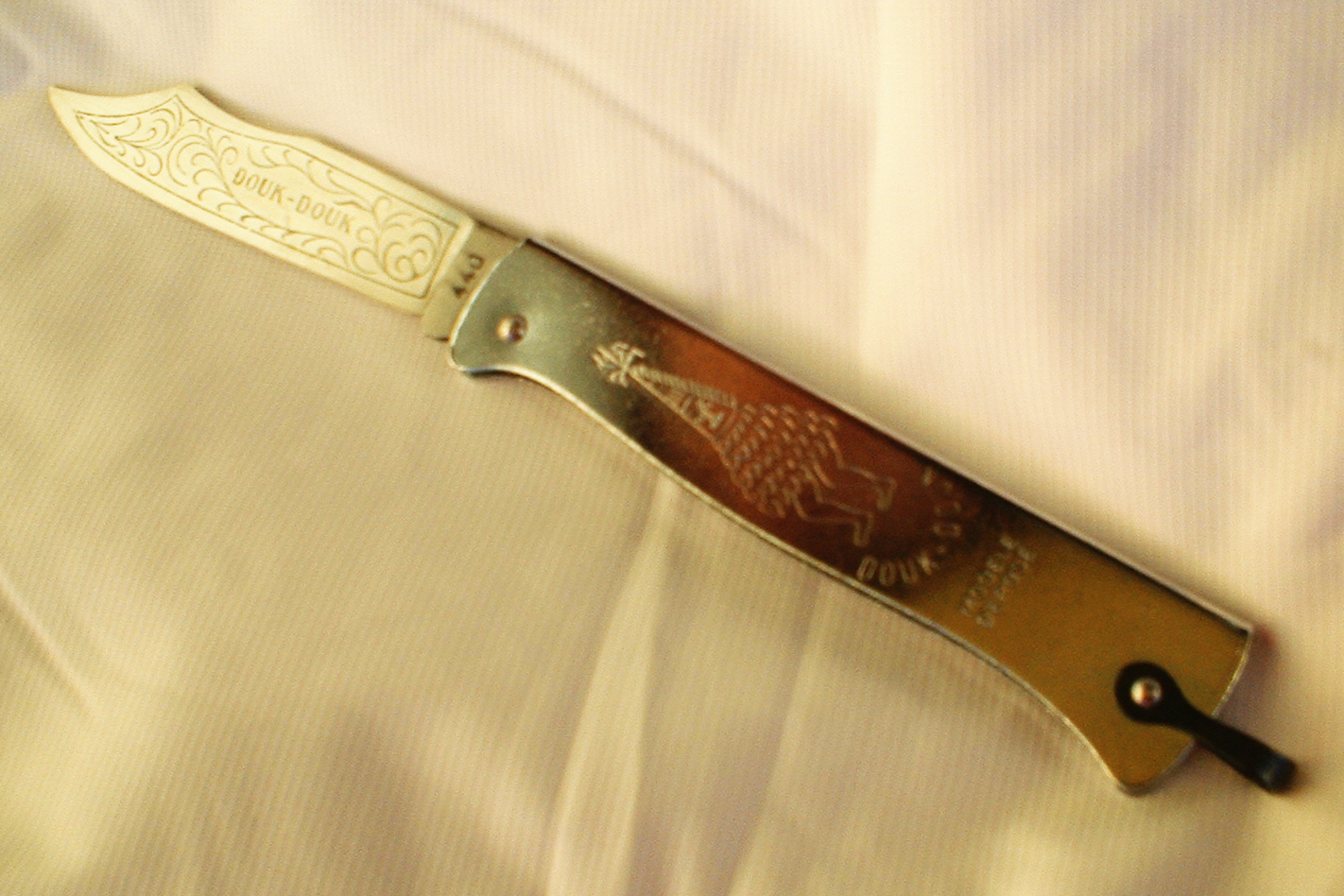
Un Douk-douk de 200 mm.

El Douk-Douk es una navaja completamente metálica, sencilla y barata. Se fabrica desde 1929 por la cuchillería « M.C.Cognet » en Thiers, Puy-de-Dôme, Francia. Su diseño fue creado por el diseñador Gaspard Cognet, quien derivó el diseño de un diccionario ilustrado, a partir de la representación de un «douk-douk», una figura mitológica de Melanesia.